# Shibushi
Shibushi (志布志市?) è una città giapponese della prefettura di Kagoshima.